# Conspiracy 365
Conspiracy 365, es un drama australiano estrenado el 14 de enero de 2012 por medio de la cadena FCM y finalizada el 1 de diciembre de 2012. La serie estuvo basada en la serie de libros escritos por Gabrielle Lord, ganadora del premio Lifetime Achievement en los premios Ned Kelly por su trabajo en la literatura.
La serie contó con la participación de los actores Fletcher Humphrys, Damien Richardson, Justin Holborow, Mauricio Merino Jr, Pia Miller, Bryce Hardy, entre otros...

## Historia
La serie siguió las aventuras de Callum Ormond, un joven de 15 años que se ve obligado a convertirse en un fugitivo luego de descubrir la verdad detrás de la muerte de un miembro de su familia, su padre Tom, a causa de un virus misterioso. Durante el funeral Callum es advertido con que sólo tiene 365 días para sobrevivir o morirá igual que su padre.
Poco después Callum encuentra a su tío Rafe quien es idéntico a su padre, muerto en la sala y se convierte en el principal sospechoso. Mientras intenta descubrir la verdad debe mantenerse a salvo de sus dos principales enemigos, Oriana De La Force y Vulkan Sligo, quienes contratan asesinos para que acaben con Callum entre ellos Bruno, Kelvin y Jake.
Sin embargo Callum recibe el apoyo de su mejor amigo Boges, su madre Emily, su pequeña hermana y los oficiales Dorian y Ferrera.

## Personajes
| Actor               | Personaje           | Ocupación               | N.º de episodios | Duración |
| ------------------- | ------------------- | ----------------------- | ---------------- | -------- |
| Harrison Gilbertson | Callum "Cal" Ormond | -                       | 12               | 2012     |
| Marny Kennedy       | Winter Frey         | -                       | 12               | 2012     |
| Taylor Glockner     | Boges               | -                       | 12               | 2012     |
| Kate Kendall        | Emily Ormond        | -                       | 12               | 2012     |
| David Whiteley      | Tom Ormond          | -                       | 12               | 2012     |
| David Whiteley      | Rafe Ormond         | Periodista              | 12               | 2012     |
| Julia Zemiro        | Oriana De La Force  | -                       | 12               | 2012     |
| Rob Carlton         | Vulkan Sligo        | -                       | 12               | 2012     |
| Ryan O'Kane         | Dorian McGrath      | Sargento de la Policía  | 12               | 2012     |
| Debbie Zukerman     | Ferrara             | Detective de la Policía | 12               | 2012     |

### Personajes Recurrentes
| Actor           | Personaje          | Trabajo | N.º de episodios | Duración |
| --------------- | ------------------ | ------- | ---------------- | -------- |
| Sachin Joab     | Bruno              | -       | 11               | 2012     |
| Andrew Curry    | Kelvin             | -       | 10               | 2012     |
| Dion Mills      | Eric Blair         | -       | 9                | 2012     |
| James Sorensen  | Jake               | -       | 7                | 2012     |
| Aaron Jakubenko | Yuri               | -       | 7                | 2012     |
| Tanya Burne     | Jennifer Smith     | -       | 4                | 2012     |
| Nicholas Bell   | Rathbone           | -       | 4                | 2012     |
| Gerard Kennedy  | Bartholemew Ormond | -       | 2                | 2012     |
| Mietta White    | Gabbi Ormond       | -       | 1                | 2012     |

## Episodios
La primera temporada está conformada por 13. 
El programa con duración de una hora aproximadamente será transmitido en 12 partes, una por cada mes siendo la última en enero del 2013.

## Producción
La serie es escrita por Sam Carroll, Kristen Dunphy, Shanti Gudgeon, Julie Lacy, Michael Miller, Michelle Offen y Kris Wyld, en compañía con las novelas escritas por Gabrielle Lord. La serie fue filmada en cuatro bloques de episodios cada uno con diferente director, el primero estuvo bajo el cargo de Paul Goldman, Pino Amenta dirigió el segundo y Steve Mann el tercero.  El director de fotografía es Laszlo Baranyai ACS HSC y la producción de diseño está bajo el cargo de Tel Stolfo. Los productores de la historia son Michael Brindley y Mark Shirrefs. 